# Autonoe longicornis
Autonoe longicornis is een vlokreeftensoort uit de familie van de Aoridae. De wetenschappelijke naam van de soort is voor het eerst geldig gepubliceerd in 1909 door Chevreux.